# Jazłowczyk
Jazłowczyk (ukr. Язлівчик) – wieś na Ukrainie w rejonie złoczowskim należącym do obwodu lwowskiego.
Do 2020 w rejonie brodzkim. 

## Położenie
Na podstawie Słownika geograficznego Królestwa Polskiego i innych krajów słowiańskich: Jazłowczyk to wieś w powiecie brodzkim, 4 km na północ od sądu powiatowego w Brodach.